# Åmli
Åmli – norweskie miasto i gmina leżąca w regionie Agder.
Åmli jest 86. norweską gminą pod względem powierzchni.

## Demografia
Według danych z roku 2005 gminę zamieszkuje 1801 osób. Gęstość zaludnienia wynosi 1,58 os./km². Pod względem zaludnienia Åmli zajmuje 345. miejsce wśród norweskich gmin.
| ludność stan na 1 stycznia 2005 |         |           |       |
|                                 | kobiety | mężczyźni | razem |
| osób                            | 940     | 861       | 1801  |
| %                               | 52,19%  | 47,81%    | 100%  |

| wykształcenie stan na 1 października 2004 |        |         |        |        |
|                                           | podst. | średnie | wyższe | niezn. |
| osób                                      | 351    | 844     | 244    | 28     |
| %                                         | 23,93% | 57,53%  | 16,63% | 1,91%  |

## Edukacja
Według danych z 1 października 2004:
- liczba szkół podstawowych (norw. grunnskolar): 3
- liczba uczniów szkół podst.: 237

## Władze gminy
Według danych na rok 2011 administratorem gminy (norw. rådmann) jest Bjarte Nordås, natomiast burmistrzem (norw. ordfører, d. borgermester) jest Tellef Olstad.